# Jim Douglas
James H. ”Jim” Douglas, född 21 juni 1951 i Springfield, Massachusetts, är en amerikansk republikansk politiker. Han var guvernör i Vermont från  2003 till 2011.
Han studerade vid Middlebury College med ryska språket som huvudämne.
Douglas blev invald i underhuset i delstatens lagstiftande församling, Vermont House of Representatives, 1972. Han var kvar där till 1979 och redan i 25-årsåldern var han majoritetsledare i delstatens representanthus. Han kandiderade till USA:s senat 1992 men förlorade mot demokraten Patrick Leahy. Han efterträdde Howard Dean som guvernör i Vermont. År 2011 avgick Douglas och efterträddes av Peter Shumlin.